# Juan Esposito-Garcia

Bischofswappen von Juan Esposito-Garcia

Juan Rafael Esposito-Garcia (* 10. Januar 1974 in San Luis) ist ein argentinisch-US-amerikanischer römisch-katholischer Geistlicher und Weihbischof in Washington.

## Leben
Juan Esposito-Garcia besuchte von 1980 bis 1991 das Instituto Santo Tomás de Aquino, von 1998 bis 2000 das Colegio San Miguel und anschließend die Katholische Universität von Cuyo in San Luis, an der er 2003 einen Abschluss im Fach Rechtswissenschaft erlangte. Danach emigrierte er in die Vereinigten Staaten. Das Studium der Philosophie und der Katholischen Theologie am Priesterseminar Mount St. Mary in Emmitsburg schloss Esposito-Garcia 2008 mit einem Master of Divinity und einem Master of Arts im Fach Moraltheologie ab. Am 14. Juni 2008 empfing er in der Basilica of the National Shrine of the Immaculate Conception durch den Erzbischof von Washington, Donald Wuerl, das Sakrament der Priesterweihe.
Esposito-Garcia war zunächst als Pfarrvikar der Pfarreien Saint Jude in Rockville (2008–2010) und Saint Mark the Evangelist in Hyattsville (2010–2012) tätig. Daneben erwarb er 2011 an der Katholischen Universität von Amerika in Washington, D.C. bei Rose McDermott SSJ mit der Arbeit The right and obligation of parents to educate their children in the faith („Das Recht und die Pflicht der Eltern, ihre Kinder im Glauben zu erziehen“) ein Lizenziat im Fach Kanonisches Recht. Anschließend war Juan Esposito-Garcia kurzzeitig Pfarrvikar der Pfarrei Little Flower in Bethesda (2013) und Pfarradministrator der Ascension Catholic Church in Bowie (2014). Zudem gab er von 2010 bis 2015 Ehevorbereitungskurse. Außerdem gehörte er der Aufnahmekommission für Seminaristen (2012–2017) sowie dem theologischen Rat des Erzbistums Washington (2013–2015) und dem kirchenrechtlichen Rat der Diözesansynode (2013–2014) an. Neben seiner seelsorglichen Tätigkeit fungierte Esposito-Garcia von 2012 bis 2018 als Richter am Kirchengericht des Erzbistums Washington sowie ab 2014 als Vizeoffizial und schließlich als Offizial. Darüber hinaus lehrte er von 2014 bis 2017 Kanonisches Recht am Priesterseminar Mount St. Mary in Emmitsburg, an dem er zusätzlich als Spiritual wirkte. 2016 wurde er an der Katholischen Universität von Amerika in Washington, D.C. bei John Beal mit der Arbeit The declaration of absence of the respondent in marriage nullity trials. A strategy for dealing with the obstructive respondent? („Die Abwesenheitserklärung des Antragsgegners in Ehenichtigkeitsprozessen. Eine Strategie für den Umgang mit dem störenden Antragsgegner?“) im Fach Kanonisches Recht promoviert. Ab 2018 war Juan Esposito-Garcia Mitarbeiter der Kongregation für die Bischöfe (ab 5. Juni 2022: Dikasterium für die Bischöfe). 2020 verlieh ihm Papst Franziskus den Ehrentitel Päpstlicher Ehrenkaplan.
Am 19. Dezember 2022 ernannte ihn Papst Franziskus zum Titularbischof von Tabla und zum Weihbischof in Washington. Der Erzbischof von Washington, Wilton Daniel Kardinal Gregory, spendete ihm und Evelio Menjivar-Ayala am 21. Februar 2023 in der Cathedral of St. Matthew the Apostle in Washington, D.C. die Bischofsweihe; Mitkonsekratoren waren der Bischof von Houma-Thibodaux, Mario Eduardo Dorsonville-Rodríguez, und der Weihbischof in Washington, Roy Edward Campbell. Sein Wahlspruch Beati pacifici („Selig, die Frieden stiften“) stammt aus den Seligpreisungen (Mt 5,9 ). Juan Esposito-Garcia ist der erste gebürtige Argentinier, der in den Vereinigten Staaten Bischof wurde.
Als Weihbischof ist Esposito-Garcia zudem Generalvikar des Erzbistums Washington und Moderator der Kurie. Außerdem ist er Mitglied des Board of Directors der Carroll Media Company. Darüber hinaus gehört er dem Priesterrat, dem Konsultorenkollegium und dem Priests’ Retirement Board sowie dem Diözesanvermögensverwaltungsrat und dem Diözesanpastoralrat an.

## Schriften
- The right and obligation of parents to educate their children in the faith. Catholic University of America, Washington, D.C. 2011, OCLC 877013356.
- The declaration of absence of the respondent in marriage nullity trials. A strategy for dealing with the obstructive respondent? Catholic University of America, Washington, D.C. 2016, OCLC 958303913.